# Tarik Belmadani
Tarik Belmadani (ur. 17 listopada 1987) – francuski zapaśnik w stylu klasycznym. Olimpijczyk z Londynu 2012, gdzie zajął dziewiąte miejsce w kategorii 60 kg.
Dziesiąty na mistrzostwach świata w 2013. Ósmy na mistrzostwach Europy w 2012. Srebrny medalista igrzysk śródziemnomorskich w 2013. Czwarty w Pucharze Świata w 2009. Trzeci na igrzyskach europejskich w 2015. Trzeci na mistrzostwach Europy juniorów w 2007 roku.